# Episodi di Magnum P.I. (serie televisiva 2018) (quinta stagione)
La quinta e ultima stagione della serie televisiva Magnum P.I. è stata trasmessa negli Stati Uniti in prima visione dall'emittente NBC; la prima parte (ep. 1-10) è andata in onda dal 19 febbraio al 23 aprile 2023; la seconda invece (ep. 11-20), è andata in onda dal 4 ottobre 2023 al 3 gennaio 2024.
In Italia è stata trasmessa in prima visione assoluta dal 19 settembre al 3 ottobre 2024 su Italia 1.
| nº | Titolo originale              | Titolo italiano                        | Prima TV USA     | Prima TV Italia   |
| -- | ----------------------------- | -------------------------------------- | ---------------- | ----------------- |
| 1  | The Passenger                 | Il passeggero                          | 19 febbraio 2023 | 19 settembre 2024 |
| 2  | The Breaking Point            | Il punto di rottura                    | 19 febbraio 2023 | 19 settembre 2024 |
| 3  | Number One with a Bullet      | Bersaglio numero uno                   | 26 febbraio 2023 | 20 settembre 2024 |
| 4  | NSFW                          | NSFW                                   | 5 marzo 2023     | 20 settembre 2024 |
| 5  | Welcome to Paradise, Now Die! | Benvenuto in Paradiso, ora muori!      | 12 marzo 2023    | 21 settembre 2024 |
| 6  | Dead Ringer                   | Copia esatta                           | 19 marzo 2023    | 21 settembre 2024 |
| 7  | Birthright                    | Diritto di nascita                     | 26 marzo 2023    | 22 settembre 2024 |
| 8  | Dark Skies                    | Cieli neri                             | 2 aprile 2023    | 22 settembre 2024 |
| 9  | Out of Sight, Out of Mind     | Lontano dagli occhi, lontano dal cuore | 16 aprile 2023   | 23 settembre 2024 |
| 10 | Charlie Foxtrot               | Caos totale                            | 23 aprile 2023   | 23 settembre 2024 |
| 11 | Hit and Run                   | Colpisci e fuggi                       | 4 ottobre 2023   | 24 settembre 2024 |
| 12 | Three Bridges                 | Tre ponti                              | 11 ottobre 2023  | 24 settembre 2024 |
| 13 | Appetite for Danger           | Voglia di pericolo                     | 18 ottobre 2023  | 25 settembre 2024 |
| 14 | Night Has a Thousand Eyes     | La notte ha mille occhi                | 25 ottobre 2023  | 25 settembre 2024 |
| 15 | The Retrieval                 | Il recupero                            | 1º novembre 2023 | 27 settembre 2024 |
| 16 | Suffer Little Children        | Le sofferenze dei giovani              | 15 novembre 2023 | 27 settembre 2024 |
| 17 | Consciousness of Guilt        | La consapevolezza del peccato          | 6 dicembre 2023  | 30 settembre 2024 |
| 18 | Extracurricular Activities    | Attività extracurricolari              | 13 dicembre 2023 | 1º ottobre 2024   |
| 19 | Ashes to Ashes                | Cenere alla cenere                     | 3 gennaio 2024   | 2 ottobre 2024    |
| 20 | The Big Squeeze               | Una bella stretta                      | 3 gennaio 2024   | 3 ottobre 2024    |